# 미쓰에이
미쓰에이(miss A)는 JYP 엔터테인먼트 소속의 다국적 4인조 걸 그룹이었다. 미쓰에이라는 이름은 "모든 면에서 A클래스급 실력을 지닌 뒤 아시아 최고가 되겠다"는 의미를 갖고 있다. 2010년 7월 1일 첫 번째 싱글 "Bad But Good"을 발매해 데뷔했고, 같은 해 9월 두 번째 싱글 "Step Up"을 발매했다. 이후 2011년 7월 18일 첫 번째 정규 음반 A Class를 발매했다. 2012년 2월에는 첫 번째 EP 음반 Touch를 발매하였고 그해 10월 두 번째 EP 음반 Independent Women Part Ⅲ를 발매했다. 2013년 11월 6일 두 번째 정규 음반 Hush를 발매했다. 2015년 3월 30일에는 1년 5개월만에 7번째 미니앨범 Colors를 발매했다. 2016년 5월 20일, 지아가 팀을 탈퇴하고 2017년 11월 9일, 민이 팀을 탈퇴해 2인 체제가 되었으나 한 달 후인 2017년 12월 27일 공식 해체하였다.

## 활동

### 데뷔 과정
미쓰에이는 중국 등의 아시아시장을 겨냥해 만들어진 그룹으로, JYP 관계자는 "한국과 중국을 중심으로 아시아 전역을 아우르는 대대적인 활동을 펼칠 것"이라고 밝혔다. '미쓰에이(miss A)'란 팀명 또한 '모든 면에서 A클래스급 실력을 지닌 뒤 아시아(Asia) 최고가 되겠다'는 뜻과 '실력과 퍼포먼스 등 모든 면에서 에이스(Ace)가 되겠다'라는 뜻을 품고 있다.
미쓰에이로 데뷔 전인 2006년 페이는 광저우에서 JYP 관계자에게 길거리 캐스팅됐으며, 지아는 2007년 베이징 학교에서 열린 JYP 오디션에 참가해 합격했다. 둘은 3년 간 한국에서 트레이닝을 받았고, 2009년에는 혜림 등과 함께 중국판 원더걸스인 5인조 그룹 시스터즈로 현지에서 6개월 간 활동했다. 이후 혜림은 원더걸스에 합류했고, 나머지 멤버들도 탈퇴한 뒤 2010년 3월 수지가 새로 합류했다. 수지는 2009년 Mnet 《슈퍼스타K 1》 예선현장에서 캐스팅되어 JYP 오디션에서 합격했다. 본래 미쓰에이는 중국인 페이, 지아와 한국인 수지로 구성된 다국적 3인조 그룹으로 데뷔할 예정이었으나, JYP USA 연습생인 민의 합류로 4인조로 재정비하였다. 민은 초등학교 6학년 때 오디션에서 발탁돼 2003년부터 7년 동안 미국에서 데뷔를 준비했으나 무산되었고, 2010년 4월 미쓰에이의 마지막 멤버로 합류했다.

### 2010–11: 데뷔 및A Class, 중국 진출

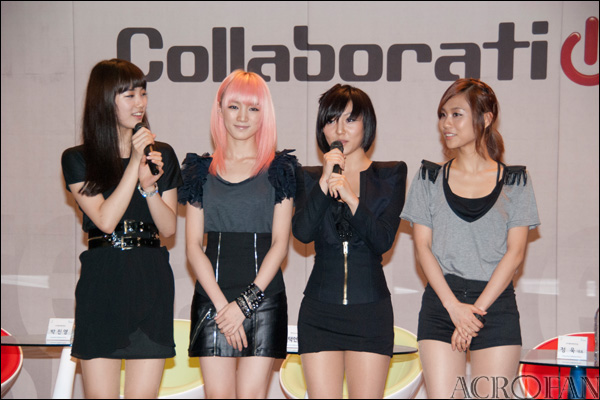
2010년 엔씨소프트-JYP 크리에이티브 콜라보레이션에 참석한 미쓰에이

2010년 6월 15일 2AM의 멤버 조권이 삼성전자 중국지사에서 제작하고 페이, 지아, 수지가 출연한 광고형 뮤직 비디오 "Love Again"을 트위터에 공개하였는데 조회수가 10만건이 넘으며 화제를 모았다. 6월 29일에는 멤버들의 사진과 영상이 공개되었고, 7월 1일 데뷔 싱글 "Bad But Good"의 발매와 동시에 Mnet 《엠 카운트다운》에서 타이틀곡 "Bad Girl Good Girl"로 데뷔하였다. 이후 《뮤직뱅크》, 《쇼! 음악중심》, 《인기가요》에서 지상파 데뷔 무대도 가졌으며, 미쓰에이는 섹시한 의상과 신인답지 않은 퍼포먼스로 눈길을 끌었다. 데뷔곡 "Bad Girl Good Girl"은 박진영의 작품으로, 각종 온라인 음원 차트에서 쟁쟁한 선배 가수들을 제치고 실시간 및 일간 차트에서 1위를 석권하였으며 7월 22일에는 엠카운트다운에서 데뷔한 지 불과 3주 만에 1위를 수상하였는데, 이때 미쓰에이는 데뷔 후 가장 빨리 1위를 차지한 걸 그룹 1위로 기록되었다. 또한 연달아 뮤직뱅크, 인기가요에서도 정상을 차지하였고, 음원차트에서는 4주 연속 1위를 하며 신예답지 않은 파워를 보여줬다. 결국 "Bad Girl Good Girl"은 가온 차트를 비롯해 멜론, 엠넷, 소리바다, 몽키3, 네이버 뮤직 등 대한민국의 거의 모든 음원 사이트에서 2010년 연간차트 1위를 기록했고, 미쓰에이는 한국 갤럽 조사에서 선정한 최고의 여자 신인으로 뽑히기도 했다. 또한 Mnet 아시안 뮤직 어워드에서 신인상과 대상인 올해의 노래상을 수상했고, 골든 디스크와 하이원 서울가요대상에서는 본상을 수상했다. 그 후 9월 27일 미쓰에이는 두 번째 싱글 음반 "Step Up"을 발매하였다. 타이틀곡 "Breathe"는 자메이카 레게톤 리듬의 곡이다. 미쓰에이는 10월 7일 엠카운트다운을 시작으로 싱글 활동을 펼쳤는데, "Breathe" 후렴구의 물구나무 춤 등의 고난이도 퍼포먼스가 눈길을 끌었다. "Breathe"는 가온 디지털 차트 2위에 올랐고, 10월 21일 엠 카운트다운 1위에 이어 12월 31일 뮤직뱅크 1위를 하기도 했다. 한편 11월 22일에는 중국에서 첫 쇼케이스를 열었다.
2011년 5월 2일, 미쓰에이는 첫 정규 앨범 발매에 앞서 김연아 선수의 아이스쇼를 위해 영어로 녹음한 "Love Alone"을 공개했다. "Love Alone"은 미국의 프로듀서인 푸에고가 작곡했으며, 미쓰에이는 올댓 스케이트 스프링 2011 무대에 참가하기도 했다. 이후 7월 18일 미쓰에이의 첫 정규 음반 A Class가 발매되었다. 타이틀곡 "Good-bye Baby"는 공개와 동시에 각종 실시간 차트 1위에 올랐고, 가온 차트에서도 1위에 올랐으며, 컴백 1주 만에 엠 카운트다운, 뮤직뱅크, SBS 인기가요 등 음악 프로그램 정상을 차지했다. 또한 "Good-bye Baby"의 안무 중 구렁이 춤 등이 인기를 끌었으나, 안무로 인해 마이크를 다리에 고정시킨 것이 가터벨트를 착용한 것 같다며 논란이 일기도 했다. 한편 미쓰에이는 정규 앨범 활동을 끝낸 후 본격적인 중국 진출을 준비하였다. 9월 30일 대만에서 정규 1집의 스페셜 에디션 판을 발매해 현지 차트 1위에 올랐으며, 홍콩에서도 음원과 앨범을 발매했다. 이후 미쓰에이는 TV출연, 팬미팅 등으로 프로모션 활동을 이어갔고, 아시아송 페스티벌과 중국 CETV 아시아 10대 스타 시상식에서 아시아 신인상을 수상하였다. 11월 17일에는 중국 정규 앨범 발매와 함께 3D 상영회도 열었다.

### 2012–14:Touch와Independent Women Part Ⅲ,Hush

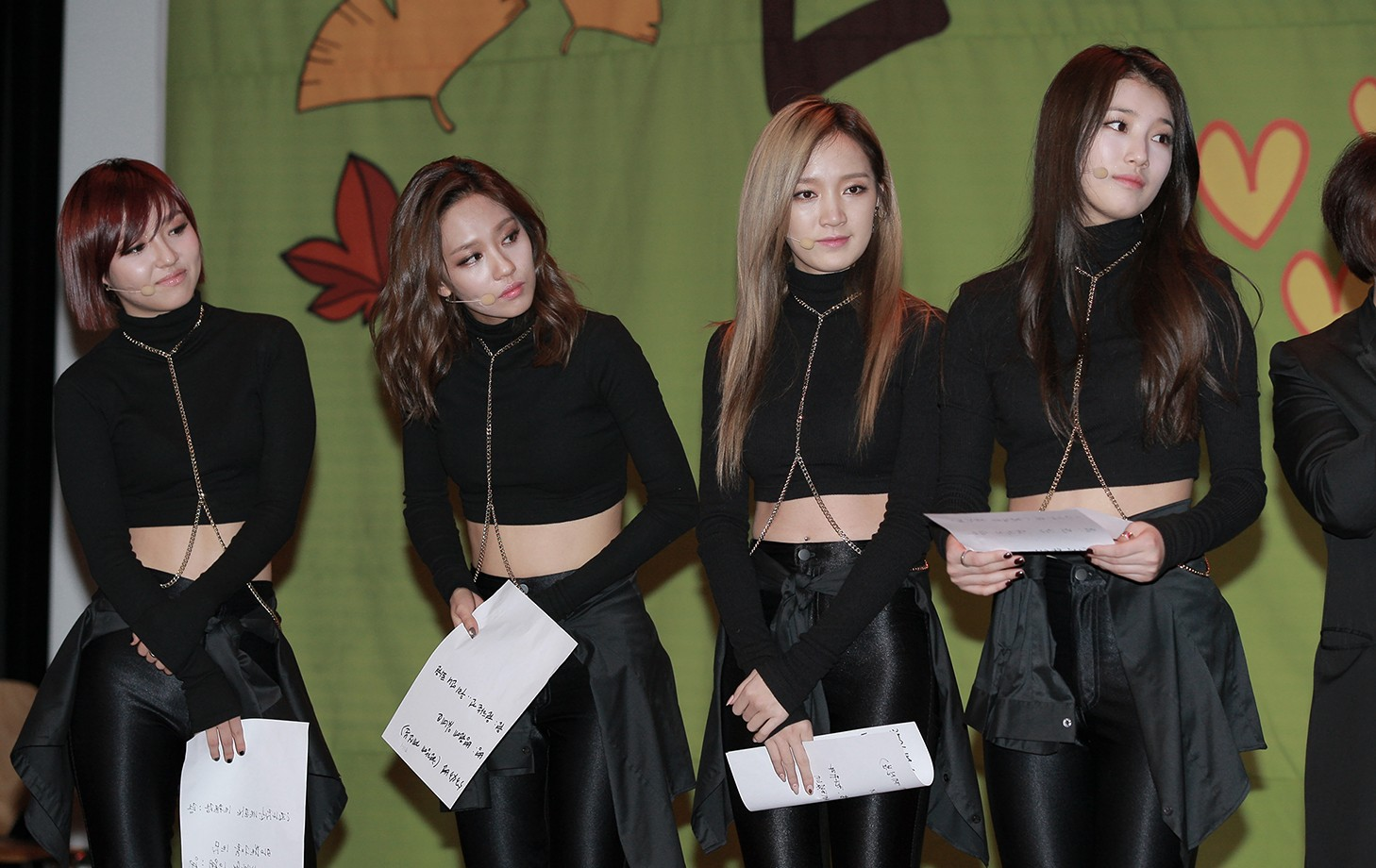
2013년 12월 5일 세브란스 병원음악회에서 미쓰에이.

2012년 2월 20일 미쓰에이는 첫 번째 미니 음반 Touch를 발매하였다. 앞서 19일 동명의 타이틀곡 "Touch"의 뮤직비디오를 공개했는데, 공개 하루 만에 조회수가 100만 건이 넘으며 화제가 되었다. 미쓰에이는 이번 앨범에서 처음으로 섹시 컨셉을 선보이며 여성미와 성숙미를 강조했다고 밝혔는데, 무대에서의 블랙, 화이트의 시스루 의상과 눈물 메이크업 등이 눈길을 끌었고 특히 활동 초반에 입었던 테이핑 의상은 붕대 의상이라 불리며 화제가 되었다. "Touch"는 가온 디지털 차트와 코리아 K-Pop 핫 100 2위에 올랐고, 쇼 챔피언, 엠 카운트다운, 인기가요, 뮤직온탑에서 1위에 올랐다. 한편 3월 22일 "Touch"의 중국어 버전 뮤직비디오가 공개되었고, 다음 날인 23일에는 대만과 홍콩에서 Touch의 중화권 스페셜 앨범을 발매해 차트 1위에 올랐다. 미쓰에이는 4월 1일 인기가요에서 활동을 마무리했고, 그 주에는 후속곡 "Over U"로 활동했다.
그 후 10월 15일 미쓰에이의 두 번째 미니 앨범 Independent Women Part III가 발매되었다. 미쓰에이는 10월 18일 《엠 카운트다운》에서 컴백무대를 가졌다. 타이틀곡 〈남자 없이 잘 살아〉는 당당하고 독립적인 여성상을 그린 서던 힙합 곡으로, 가온 디지털 차트 3위까지 올랐다. 11월 2일에는 중화권에서 이번 앨범의 스페셜 에디션 판을 발매했고, 이후 대만에서 팬미팅과 쇼케이스 등을 열며 중화권 프로모션도 꾀하였다. 2013년 2월 16일에는 싱가포르에서도 쇼케이스를 열었다.

### 2015–2017:Colors와 해체
2015년 3월 30일, Hush 이후 1년 5개월 만에 세 번째 미니앨범이자 일곱 번째 프로젝트 앨범 Colors를 발매하였다. 이번 곡은 JYP 엔터테인먼트의 대표 박진영이 작사·작곡에 참여하지 않고 블랙아이드필승이 작사·작곡에 참여하였으며, 6곡 중 2곡 I Caught Ya는 수지가 작사에 참여하였고 Stuck는 민이 작사에 참여하였다. 타이틀곡 다른 남자 말고 너는 대중적인 힙합과 트랩 리듬이 인상적인 곡으로 여자들의 적극적인 사랑방식을 대변해주는 곡이다. 앨범 발매후 2일 만에 국내 10대 음원차트에서 모두 1위를 차지하는 쾌거를 이뤘다.
2016년 5월 20일, 멤버 지아는 JYP 엔터테인먼트와의 계약 만료로 팀을 탈퇴했다. 2016년 7월 19일, 멤버 페이는 솔로 데뷔하였다. 2017년 11월 9일, 멤버 민은 JYP 엔터테인먼트와의 계약 만료로 팀을 탈퇴했다. 2017년 12월 27일에 해체되었다.

## 이전 구성원
| 이름 | 소개 |
| ---- | --- |
| 페이 | - 본명 : 왕페이페이 (중국어 간체자: 王霏霏, 병음: Wáng Fēifēi) - 생년월일 : 1987년 4월 27일(37세) - 출생지 : 중화인민공화국 하이난성 하이커우 시 - 활동기간 : 2010년 7월 1일 ~ 2017년 12월 27일 |
| 수지 | - 본명 : 배수지 (裴秀智) - 생년월일 : 1994년 10월 10일 (30세) - 출생지 : 대한민국 광주광역시 - 학력 : 서울공연예술고등학교 - 활동기간 : 2010년 7월 1일 ~ 2017년 12월 27일                       |
| 지아 | - 본명 : 멍지아 (중국어 간체자: 孟佳, 병음: Mèng Jiā) - 생년월일 : 1989년 2월 3일(36세) - 출생지 : 중화인민공화국 후난성 뤄디 시 - 활동기간 : 2010년 7월 1일 ~ 2016년 5월 20일                  |
| 민   | - 본명 : 이민영 (李玟暎) - 생년월일 : 1991년 6월 21일(33세) - 출생지 : 대한민국 서울특별시 - 학력 : 레퍼토리예술고등학교 - 활동기간 : 2010년 7월 1일 ~ 2017년 11월 9일                          |

### 멤버 변천사
| 멤버 | 2010년 | 2016년 | 2017년 | 2017년 |
| 멤버 | 7월    | 5월    | 11월   | 12월   |
| ---- | ------ | ------ | ------ | ------ |
| 지아 |        |        |        |        |
| 민   |        |        |        |        |
| 페이 |        |        |        |        |
| 수지 |        |        |        |        |

## 음반 외 활동

### 광고
- 2010년 삼성 애니콜 (중국)
- 2010년 에드윈
- 2010년 레스모아
- 2010년 프리스타일 풋볼
- 2010년 애니플레이스
- 2011년 한국관광공사 해외관광
- 2012년 삼성 갤럭시 S III 스타디움 캠페인
- 2013년 로엠
- 2013년 MLB
- 2014년 데빌메이커

### 홍보대사
- 2010년 10월 한류스타 라이센싱 상품박람회 홍보대사
- 2011년 3월 제4회 세계인의 날 홍보대사
- 2011년 9월 한국관광공사 명예홍보대사
- 2012년 4월 터치 코리아 투어 캠페인 홍보대사

## 수상 목록
| 연도 | 시상식                                  | 수상 부문                     | 작품                 | 결과 |
| ---- | --------------------------------------- | ----------------------------- | -------------------- | ---- |
| 2010 | 싸이월드 디지털 뮤직 어워드             | Song Of The Month             | "Bad Girl Good Girl" | 수상 |
| 2010 | 싸이월드 디지털 뮤직 어워드             | Rookie Of The Month           | "Bad Girl Good Girl" | 수상 |
| 2010 | 제12회 Mnet 아시안 뮤직 어워드          | 신인상 여자                   | "Bad Girl Good Girl" | 수상 |
| 2010 | 제12회 Mnet 아시안 뮤직 어워드          | 베스트 댄스 퍼포먼스 여자그룹 | "Bad Girl Good Girl" | 수상 |
| 2010 | 제12회 Mnet 아시안 뮤직 어워드          | 올해의 노래상                 | "Bad Girl Good Girl" | 수상 |
| 2010 | 제12회 Mnet 아시안 뮤직 어워드          | 올해의 가수상                 | 미쓰에이             | 후보 |
| 2010 | 제25회 골든디스크                       | YEPP 신인상                   | "Bad Girl Good Girl" | 후보 |
| 2010 | 제25회 골든디스크                       | 인기상                        | "Bad Girl Good Girl" | 후보 |
| 2010 | 제25회 골든디스크                       | 디지털 음원 부문 본상         | "Bad Girl Good Girl" | 수상 |
| 2010 | 제2회 멜론 뮤직 어워드                  | 2010 생각대로 T베스트송상     | "Bad Girl Good Girl" | 후보 |
| 2010 | 제2회 멜론 뮤직 어워드                  | 2010 뮤직비디오상             | "Bad Girl Good Girl" | 후보 |
| 2010 | 제2회 멜론 뮤직 어워드                  | 2010 신인상                   | 미쓰에이             | 후보 |
| 2010 | 제2회 멜론 뮤직 어워드                  | MBC+스타상                    | 미쓰에이             | 수상 |
| 2010 | 제2회 멜론 뮤직 어워드                  | 2010 핫 트렌드상              | "Breathe"            | 후보 |
| 2011 | 제20회 서울가요대상                     | 본상                          |                      | 수상 |
| 2011 | 제8회 한국대중음악상                    | 올해의 노래                   | "Bad Girl Good Girl" | 후보 |
| 2011 | 제8회 한국대중음악상                    | 최우수 댄스&일렉트로닉        | "Bad Girl Good Girl" | 수상 |
| 2011 | 가온 차트 시상식                        | 온라인 음원상                 | "Bad Girl Good Girl" | 수상 |
| 2011 | 아시아송 페스티벌                       | 아시아 최고 신인상            |                      | 수상 |
| 2011 | 중국 CETV 아시아 10대 인기스타 어워즈   | 신인상                        |                      | 수상 |
| 2011 | 제13회 Mnet 아시안 뮤직 어워드          | 베스트 댄스 퍼포먼스 여자그룹 | "Good-Bye Baby"      | 수상 |
| 2011 | 제1회 한국음악저작권대상                | 댄스부문 본상                 | "Bad Girl Good Girl" | 수상 |
| 2011 | 제27회 코리아 베스트 드레서 스완 어워드 | 가수부문                      | 미쓰에이             | 수상 |
| 2012 | 제26회 골든 디스크                      | 음원부문 본상                 | "Good-bye Baby"      | 수상 |
| 2012 | 제21회 서울가요대상                     | 본상                          |                      | 수상 |
| 2013 | 제27회 골든 디스크                      | 음원부문 본상                 | "Touch"              | 수상 |
| 2013 | 제22회 서울가요대상                     | 본상                          |                      | 수상 |
| 2014 | 제3회 가온 차트 K-POP 어워드            | 올해의 가수상 음원부문 11월   | "Hush"               | 수상 |

### 가요 프로그램 1위
| 연도            | 수상 내역 (총 15회) |
| --------------- | --- |
| 2010년 (총 4회) | - Bad Girl Good Girl (총 3회) - 7월 22일 M.net 《엠카운트다운》 1위 - 7월 23일 KBS2 《뮤직뱅크》 K-Chart 1위 - 8월 1일 SBS 《인기가요》 뮤티즌송 - Breathe (총 1회) - 10월 21일 M.net 《엠카운트다운》 1위 |
| 2011년 (총 3회) | - Good-Bye Baby (총 3회) - 7월 28일 M.net 《엠카운트다운》 1위 - 7월 29일 KBS2 《뮤직뱅크》 K-Chart 1위 - 7월 31일 SBS 《인기가요》 뮤티즌송                                                               |
| 2012년 (총 4회) | - Touch (총 4회) - 2월 28일 MBC MUSIC 《쇼챔피언》 챔피언송 - 3월 1일 M.net 《엠카운트다운》 1위 - 3월 4일 SBS 《인기가요》 뮤티즌송 - 3월 6일 MBC MUSIC 《쇼챔피언》 챔피언송 (2주 연속)                  |
| 2013년 (총 3회) | - Hush (총 3회) - 11월 17일 SBS 《인기가요》 1위 - 11월 21일 M.net 《엠카운트다운》 1위 - 11월 22일 KBS2 《뮤직뱅크》 K-Chart 1위                                                                          |
| 2015년 (총 1회) | - 다른 남자 말고 너 (총 1회) - 4월 23일 M.net 《엠카운트다운》 1위 |

### 기록
| 연도   | 기록 내역 |
| ------ | --- |
| 2010년 | - 2010 M.net 연간 결산 TOP100 - 1위 [Bad Girl Good Girl] - 2010 멜론 연간 결산 TOP100 - 1위 [Bad Girl Good Girl] - 2010 가온 차트 총 결산 TOP200 - 디지털 종합차트 1위 [Bad Girl Good Girl] - 2010 가온 차트 총 결산 TOP200 - 스트리밍 차트 1위 [Bad Girl Good Girl] - 2010 가온 차트 총 결산 TOP200 - 다운로드 차트 3위 [Bad Girl Good Girl] - 2010 싸이월드 연간 결산 TOP100 - 7위 [Bad Girl Good Girl] - 2010 Yahoo Asia Buzz Awards - 국내 여자 가수 8위 - 2010년 7월의 네이버 인기검색어 2위 - 2010 유튜브 선정 7월의 인기검색어 1위 - 2010 금영 선정 올해의 노래방 애창곡 11위 [Bad Girl Good Girl] - 2010 중학생이 뽑은 올해의 최고 대중 가요 1위 [Bad Girl Good Girl] - 2010 소리바다 결산 스트리밍 차트 1위 [Bad Girl Good Girl] - 2010 소리바다 결산 다운로드 차트 1위 [Bad Girl Good Girl] - 2010 소리바다 올해의 주간차트 최장 1위 음원 - 2위 [Bad Girl Good Girl] (4주) - 2010 몽키3 올해의 주간차트 최장 1위 음원 - 1위 [Bad Girl Good Girl] - 2010년 네이버 뮤직차트 - 음원 다운로드 1위 [Bad Girl Good Girl] - 2010 GS샵 홈쇼핑 뮤직 어워드 - 홈쇼핑에 가장 많이 나온 노래 8위 [Bad Girl Good Girl] - 2010 차트코리아 선정 방송사가 가장 많이 소개한 노래 10위 [Bad Girl Good Girl] - 2010 한국 갤럽 조사연구소 - 최고의 여자 신인 1위 - 2010 소리바다 선정 2010년 가장 빛난 신인 1위 |
| 2011년 | - 2011 몽키3 음원 총결산 TOP40 - 2위 [Good-bye Baby] - 2011 멜론 연간 결산 TOP100 - 12위 [Good-bye Baby] - 2011 Mnet 연간 결산 TOP100 - 8위 [Good-bye Baby] - 2011 유튜브 선정 한국서 가장 많이본 뮤직 비디오 10위 [Good-bye Baby] - 2010 가온 차트 총 결산 TOP200 - 디지털 종합차트 11위 [Good-bye Baby] - 2010 가온 차트 총 결산 TOP200 - 다운로드 차트 3위 [Good-bye Baby] |